# Робертс Букартс
Робертс Букартс (латис. Roberts Bukarts; 27 червня 1990, м. Юрмала, Латвія) — латвійський хокеїст, лівий нападник. Виступає за «Динамо» (Рига) у Континентальній хокейній лізі.
Виступав за ХК «Рига 2000», «Крила Рад» (Москва), «Динамо» (Рига), «Динамо-Юніорс» (Рига), ХК «Рига».
У складі національної збірної Латвії учасник чемпіонату світу 2011. У складі молодіжної збірної Латвії учасник чемпіонатів світу 2009 і 2010. У складі юніорської збірної Латвії учасник чемпіонатів світу 2006 (дивізіон I), 2007 і 2008 (дивізіон I).
Брат: Ріхардс Букартс.